# Тиквата на врабчетата
„Тиквата на врабчетата“ (на японски: ひょうたんすずめ) е японски анимационен филм от 1959 година.

## Сюжет
Историята във филма е заимствана от японския фолклор и разказва за жабата Дънби, която живее в тайнствената къщичка, направена от издълбана тиква - „Тиквата на врабчетата“.

## В ролите
- Киеси Кавакубо като разказвача